# 어린

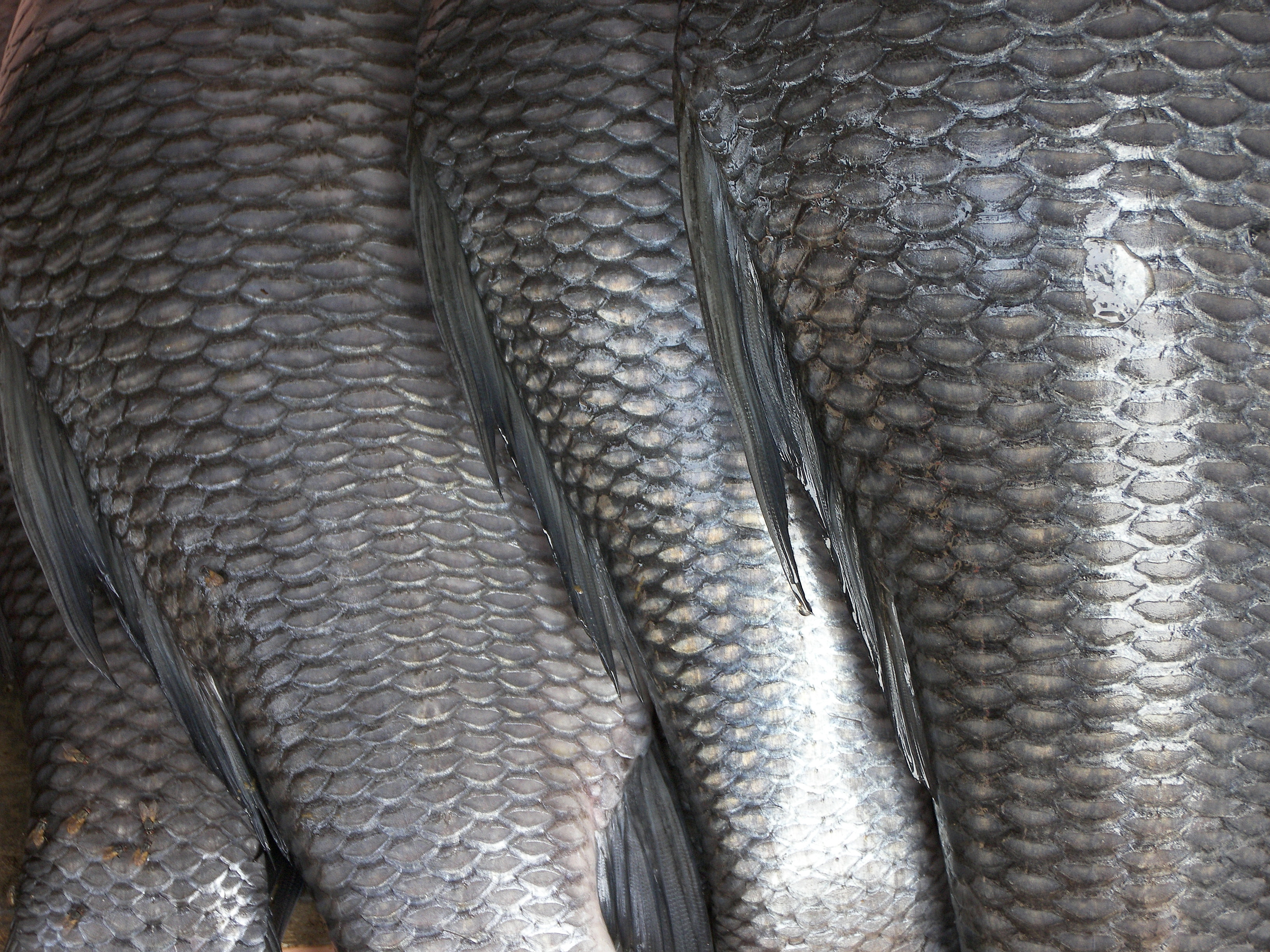
진골어류의 비늘.

어린(魚鱗, fish scale)은 물고기의 피부를 덮고 있는 비늘이다. 어류는 대부분 피부가 비늘로 덮여 있으며, 비늘은 종마다 그 크기나 모양, 구조가 모두 천차만별이다. 새우고기나 거북복처럼 단단하고 뻣뻣한 판 모양 비늘이 있는가 하면 장어나 아귀처럼 비늘 크기가 너무 작아 보이지 않거나 아예 비늘이 없는 종도 있다.
연골어류(상어 및 가오리류)는 판금 모양 비늘로 덮여 있으며 이를 순린(楯鱗, placoid scales)이라 한다. 경골어류는 연어나 잉어 무리의 원린(圓鱗, cycloid scales), 농어무리의 즐린(櫛鱗, ctenoid scales), 철갑상어 및 동갈치에게서 보이는 경린(硬鱗, ganoid scales)으로 나뉜다. 일부 어종은 어린 대신 인갑으로 피부가 덮여 있는 것도 있고, 드렁허리 따위는 비늘이나 딱지가 없이 피부가 드러나 있다.
어린은 어류의 피부계통의 일부로서 진피층의 중배엽에서 생성되는 점에서 파충류 비늘과 구분된다. 어류의 어린 생성 유전자와 같은 유전자가 포유류의 털과 이빨 생성에 관여한다. 연골어류의 순린은 척추동물의 이빨과 구조적 상동기관이기 때문에 피부에 돋은 이빨이라는 뜻에서 피치(皮齒, dermal denticles)라고도 한다.  경골어류의 비늘도 이빨과 비슷한 구조일 것이라는 설이 제기된 바 있지만, 아마 연골어류와는 다른 조직에서 유래하는 것으로 추측된다. 대부분의 어류는 슬라임성 점액질 층이 어린 위를 덮고 있다.

## 순린

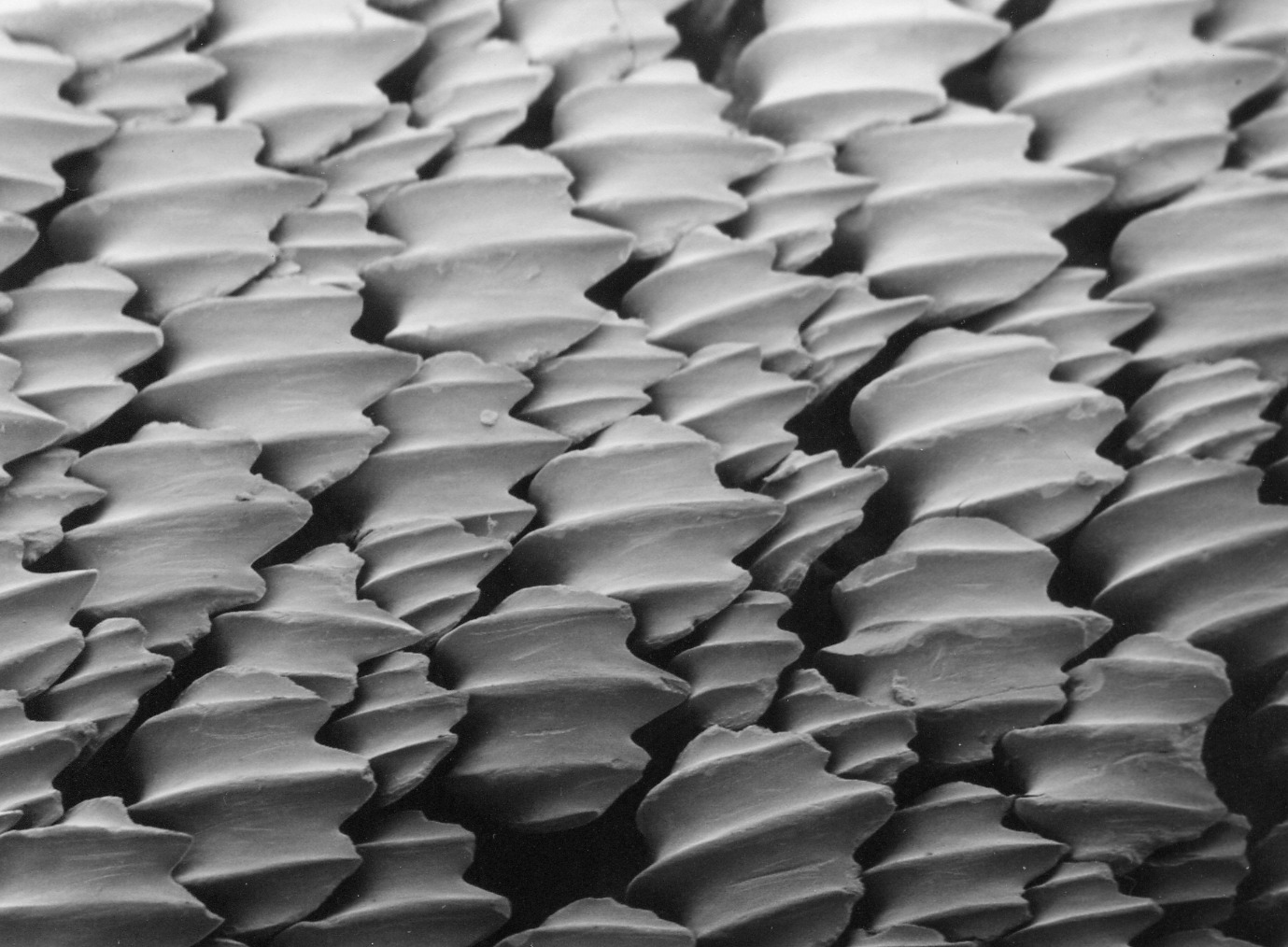
전자현미경으로 들여다본 순린.

순린(楯鱗, placoid scales) 또는 방패비늘은 상어, 가오리 등 연골어류에게서 나타난다. 구조적으로 척추동물의 이빨과 상동기관이기 때문에 피부에 돋은 이빨이라는 뜻에서 피치(皮齒, dermal denticles)라고도 한다.  비늘 중앙에 치수가 있어 혈액을 공급받고 그 주위를 원뿔형으로 상아질 층이 덮고 있다. 이것이 진피 위의 직사각형 기저판 위에 올라가 있고, 그 위 가장 바깥쪽을 법랑질이 덮고 있다. 순린은 물고기가 자란다고 같이 크기가 커지지 않으며, 대신 그 수가 많아진다.

## 경골어류

### 원린
원린(圓鱗, cycloid scales) 또는 둥근비늘은 질감이 부드럽고 가장자리가 무디다. 잉어나 연어 무리가 원린을 갖는다.
| - 잉어 - 도미 - 미꾸라지 - 피라미 - 살기 - 백어 - 백련어 - 모샘치 - 강꼬치고기 |

### 즐린
즐린(櫛鱗, ctenoid scales) 또는 빗비늘은 원린과 거의 같지만 바깥 가장자리에 작은 톱니가 나 있고 그 톱니 방향으로 빗살무늬가 있다. 주로 농어 무리가 즐린을 갖는다.
| - 농어 - 망둑어 - 넙적머리 - 점박이돔 - 갈돔 |

### 경린
경린(硬鱗, ganoid scales) 또는 굳비늘은 진피가 발달한 딱딱한 비늘이다. 철갑상어와 동갈치 등이 경린을 갖는다.